# Mistrovství světa ve vodním slalomu 1987
Mistrovství světa ve vodním slalomu 1987 se uskutečnilo v francouzském Bourg-Saint-Maurice pod záštitou Mezinárodní kanoistické federace. Jednalo se o 20. mistrovství světa ve vodním slalomu.

## Muži

### Kánoe
| Závod       | Zlato                                                                                              | Body   | Stříbro                                                                                                  | Body   | Bronz | Body   |
| C1          | Jon Lugbill (USA)                                                                                  | 200.87 | David Hearn (USA)                                                                                        | 210.68 | Bruce Lessels (USA)                                                                                               | 211.33 |
| C1 družstvo | USA Jon Lugbill David Hearn Bruce Lessels                                                          | 242.02 | Francie Jean Sennelier Thierry Humeau Jacky Avril                                                        | 248.89 | Československo Juraj Ontko Jozef Hajdučík Jaroslav Slúčik                                                         | 264.84 |
| C2          | Francie Pierre Calori Jacques Calori                                                               | 218.61 | USA Lecky Haller James McEwan                                                                            | 222.24 | Československo Milan Kučera Miroslav Hajdučík                                                                     | 227.86 |
| C2 družstvo | Francie Pierre Calori a Jacques Calori Michel Saidi a Jérôme Daval Gilles Lelievre a Jérôme Daille | 260.18 | Československo Jiří Rohan a Miroslav Šimek Miroslav Hajdučík a Milan Kučera Viktor Beneš a Ondřej Mohout | 261.01 | Západní Německo Frank Hemmer a Thomas Loose Günther Wolkenaer a Fredi Zimmermann Stephan Bittner a Volker Nerlich | 265.34 |

### Kajak
| Závod       | Zlato                                                     | Body   | Stříbro                                              | Body   | Bronz                                                       | Body   |
| K1          | Toni Prijon (FRG)                                         | 191.77 | Jernej Abramič (YUG)                                 | 192.81 | Marjan Štrukelj (YUG)                                       | 192.92 |
| K1 družstvo | Spojené království Richard Fox Melvyn Jones Russell Smith | 214.33 | Jugoslávie Jernej Abramič Marjan Štrukelj Janez Skok | 217.18 | Francie Christophe Prigent Laurent Brissaud Manuel Brissaud | 218.86 |

## Ženy

### Kajak
| Závod       | Zlato                                                                        | Body   | Stříbro                                                                        | Body   | Bronz                                               | Body   |
| K1          | Elizabeth Sharmanová (GBR)                                                   | 216.64 | Myriam Jerusalmiová (FRA)                                                      | 218.92 | Elisabeth Michelerová (FRG)                         | 222.22 |
| K1 družstvo | Západní Německo Margit Messelhäuserová Ulla Steinleová Elisabeth Michelerová | 273.40 | Francie Myriam Jerusalmiová Marie-Françoise Grange-Prigentová Sylvie Arnaudová | 282.63 | USA Cathy Hearnová Dana Chladeková Maylon Hanoldová | 286.95 |

## Medailové pořadí zemí
| Pořadí | Země               | Zlato | Stříbro | Bronz | Celkem |
| ------ | ------------------ | ----- | ------- | ----- | ------ |
| 1      | Francie            | 2     | 3       | 1     | 6      |
| 2      | USA                | 2     | 2       | 2     | 6      |
| 3      | Západní Německo    | 2     | 0       | 2     | 4      |
| 4      | Spojené království | 2     | 0       | 0     | 2      |
| 5      | Jugoslávie         | 0     | 2       | 1     | 3      |
| 6      | Československo     | 0     | 1       | 2     | 3      |
| Celkem | Celkem             | 8     | 8       | 8     | 24     |